# Alojzy Ehrlich
Alojzy „Alex” Ehrlich (ur. 1914 w Komańczy, zm. 7 grudnia 1992 w Paryżu) – polski tenisista stołowy pochodzenia żydowskiego, uważany za najlepszego zawodnika tenisa stołowego Hasmonei Lwów. Był jednym z najbardziej popularnych sportowców w międzywojennej Polsce.

## Życiorys
Był ćwierćfinalistą mistrzostw świata w 1933, brązowym medalistą z 1935 oraz srebrnym z 1936, 1937 i 1939. Znalazł się w pierwszej dziesiątce najpopularniejszych sportowców polskich w Plebiscycie „Przeglądu Sportowego” w 1934. Na początku 1930 Ehrlich, który biegle mówił w ośmiu językach, przeniósł się do Francji. Pozostał jednak wierny Polsce i reprezentował swój rodzinny kraj w kolejnych turniejach. Ehrlich trenował również reprezentację Egiptu w 1939 roku w ramach przygotowań do Mistrzostw Świata.
Podczas II wojny światowej Ehrlich został zatrzymany przez Niemców, a następnie wysłany do obozu koncentracyjnego Auschwitz. Spędził tam cztery lata. Później przez kilka miesięcy przebywał w niemieckim obozie Dachau (KL). Od komory gazowej uratował go fakt że naziści widzieli w nim mistrza świata, wykorzystując, jak wszystkich sportowców-więźniów, w misjach propagandowych poza obozem, aby pokazać lokalnej społeczności – więźniów będących „w dobrej kondycji”. Po wyzwoleniu obozu Alex ważył tylko 37 kg przy 190 cm wzrostu.
Po roku 1945 Ehrlich nadal grał w tenisa, i to z wieloma osiągnięciami. Jednakże nie reprezentował już więcej Polski, ponieważ władze komunistyczne uznały go za persona non grata. W latach od 1952 do 1963 był członkiem drużyny francuskiej, dochodząc wraz z nią do ćwierćfinału podczas Mistrzostw Świata w roku 1957. Ponadto w latach 1946 i na początku 1950 Ehrlich wiele razy był mistrzem międzynarodowym w takich państwach, jak Irlandia, Francja, Niemcy i Holandia.
Po zakończeniu kariery zawodniczej, Ehrlich pełnił wiele funkcji trenerskich. Trenował m.in. niemieckie kluby tenisowe w 1952, w tym najlepszych sportowców z Bawarii. Na Rivierze Francuskiej otworzył ośrodek wypoczynkowy, w którym prowadził szkolenia z tenisa stołowego.
Zmarł w szpitalu w Saint-Denis na przedmieściach Paryża, w dniu 7 grudnia 1992 roku.